# Hermann August Theodor Harms
Hermann August Theodor Harms (Berlim, 16 de julho de 1870 – Berlim, 27 de novembro de 1942 ) foi um botânico e taxônomo alemão.

## Carreira
Foi professor de Botânica na Academia de Ciências naturais da Prússia (Preußische Akademie der Wissenschaften) e botânico no Jardim botânico de Berlim.
Em 1938 revisou o gênero Nepenthes criando três subgêneros: Anurosperma, Eunepenthes, Mesonepenthes.

## Algumas publicações
- Dalla Torre, KW & Hermann Harms. Genera siphonogamarum ad systema Englerianum conscripta. Leipzig: G. Engelmann, 1900-1907
- Cogniaux, C.A. & H Harms. Cucurbitaceae-Cucurbiteae-Cucumerinae. Leipzig: Engelmann, 1924 (Nachdruck Weinheim 1966)

## Homenagens
Harmsia Schum. da família Malvaceae foi nomeado em sua honra.
- Referências

1. ↑  Robert Zander; Fritz Encke, Günther Buchheim, Siegmund Seybold (Hrsg.): Handwörterbuch der Pflanzennamen. 13. Auflage. Ulmer Verlag, Stuttgart 1984, ISBN 3-8001-5042-5.